# Pedro Páramo
Pedro Páramo is een hoorspel naar de gelijknamige novelle (1955) van Juan Rulfo.
Thérèse Cornips vertaalde het en de KRO zond het uit in het programma Spektakel 1977-1978 op 24 mei 1977, van 21.30 uur tot 23.00 uur (met een herhaling op 25 oktober 1977). De regisseur was Léon Povel.
Het boek werd verfilmd in 1967.

## Rolbezetting
- IJda Andrea
- Truus Dekker
- Bernhard Droog
- Tonny Foletta
- Broes Hartman
- Guus Hoes
- Eva Janssen
- Betty Kapsenberg
- Hans Karsenbarg
- John Leddy
- Paul van der Lek
- Corry van der Linden
- Bert van der Linden
- Maria Lindes
- Tine Medema
- Cees van Ooyen
- Joke Reitsma-Hagelen
- Dogi Rugani
- Frans Somers
- Lies de Wind

## Inhoud
De verteller, de jongeman Juan Preciado, reist naar het Mexicaanse dorp Comala om een belofte te vervullen die hij deed aan het sterfbed van zijn moeder: te zoeken naar zijn vader Pedro Páramo, een plaatselijke grondbezitter. Bij zijn aankomst in Comala ontdekt hij dat het een echt spookdorp is. Eén voor één ontmoet hij gedoemde personages uit het verleden van het dorp en die onthullen hem beetje bij beetje het macabere verhaal van Comala en van zijn vader, want Pedro Páramo (alhoewel hij een gewetenloze beroepsflirter, een moordenaar en een dubbelhartig iemand was) was zelf een tragische figuur. De geesten van Comala trekken aan Juan voorbij als in een droom, in een hypnotische reeks: de zelfmoordenaar Eduviges Dyada, een koppel incestueuze minnaars, de gedesillusioneerde priester Rentería. Aan het einde is Juan Preciado zelf een spookachtige verschijning geworden.